# チミペロン
チミペロン（timiperone）とは、ハロペリドールを元に日本で開発されたブチロフェノン系の旧来の抗精神病薬である。第一三共からトロペロン共和薬品からセルマニルなどの名前で発売されている、処方箋医薬品である。薬機法における劇薬である。ドーパミン、アンフェタミン、アポモルヒネに対して強い拮抗作用をもつ。セロトニン受容体に対しても低い親和性を持つアンタゴニストである。

## 薬理
チミペロンは脳中枢神経系に直接作用し、統合失調症を始めとした精神病の症状（幻覚・妄想など）を緩和する。また、自発性の低下などの症状に対しても有効性を示すとされる。チミペロンの作用は主に、脳内のドーパミンD2受容体を遮断することで効力を発揮する。また、僅かながらにセロトニン受容体に対しても拮抗するため、自発性の低下などの症状にはこの作用が係るとされる。ハロペリドールを代表としたブチロフェノン系の定型抗精神病薬に類似した作用をもち、その向精神作用は強力である。内服では、一部の作用でフェノチアジン系のクロルプロマジンの300倍以上、ブチロフェノン系のハロペリドールの9倍以上の効力を持つ。その強いドパミン選択性（力価）は、フェノチアジン系薬などでよく起こる、抗コリン作用、抗ムスカリン作用、抗ヒスタミン作用などの副作用は軽減されているが、錐体外路系にも強く作用し、結果として錐体外路症状を起こしやすいなどの問題も併せ持つ。

## 効能
効能は主に、統合失調症に伴う精神病の症状（幻覚・妄想）である。また、強い精神興奮抑制作用を持つため、躁病の治療、対症療法にも用いられる。また、先天性の精神病に限らず、薬物中毒や更年期障害に伴う精神症状に対しても使用される。しかし、現在では錐体外路系の副作用を軽減した非定型抗精神病薬などの開発により、臨床の場からは姿を薄めつつある。

## 副作用
チミペロンの向精神作用は、脳のドパミンD2受容体を遮断することで起こるが、本来は遮断する必要のないドパミン受容体をも遮断してしまうため、結果として、黒質線条体のドパミン低下に伴うパーキンソン症候群や、脳下垂体漏斗系のドパミン低下に伴う垂体外路症状を引き起こす。また過鎮静（鎮静作用の現れすぎ）による、感情の麻痺、抑うつ症状、睡眠障害を生じることもある。これらのいくつかの症状は内服を開始して間もなく現れ、そわそわして落ち着かない（アカシジア）、手足が震えるといった症状から始まり、最悪は遅発性ジスキネジアを発症するケースもある。これらは服薬の中止、減薬、副交感神経抑制薬の投与により軽減されるが、ジスキネジアは軽減、予防はできない。またジスキネジアは1度発症すると非常に消えにくい副作用であるため、注意が必要である。また、その他のさまざまな副作用に関しては、定型抗精神病薬のブチロフェノン系薬に準ずる。
また、抗精神病薬には、重大な副作用として、投与後間もなく 高熱を発症し、動悸、発汗、悪寒、筋硬直、などの症状を伴う悪性症候群を引き起こすことが極まれにあるため、チミペロンの服薬にあたっては、特に服薬開始後には注意を払いながら内服する必要がある。
また妊娠中は投与を防ぐことが望ましい。

## 禁忌
心臓病、パーキンソン病の者。→病状を悪化させる恐れがある。
チミペロン製剤およびブチロフェノン系薬剤に対し過敏症のある者。→ショック症状。
降圧剤を投与している者。→急激な血圧低下。
アドレナリン「ボスミン」→アドレナリンの作用を逆転させ、急激な血圧低下をもたらす。

## 形状
常温では結晶性の固体で存在する。錠剤や細粒、また注射製剤（pH3~4）がある。酢酸に溶けやすいという性質をもつ。